# Whitworth Art Gallery

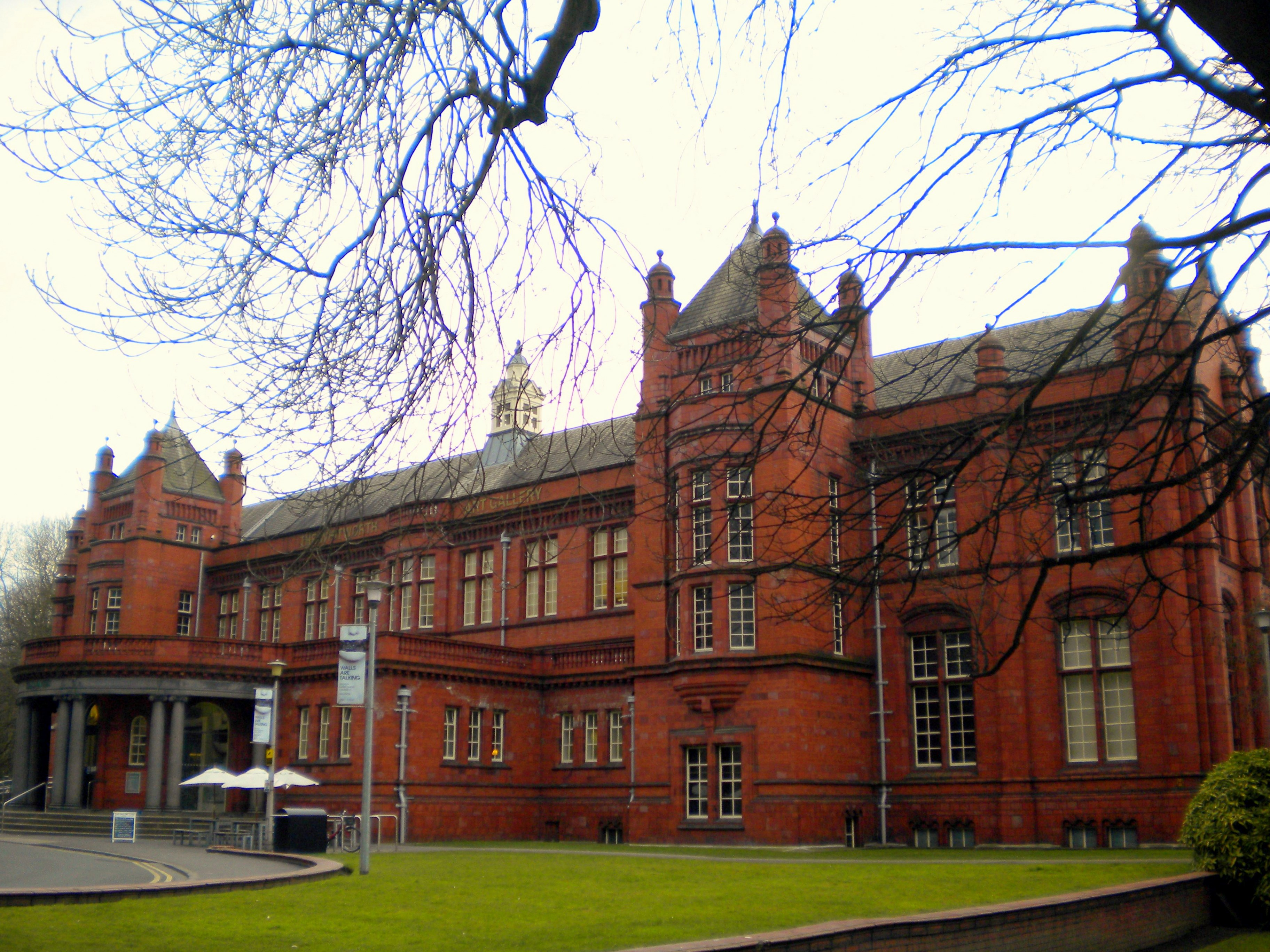

Die Whitworth Art Gallery ist ein Kunstmuseum und Ausstellungsgebäude in Manchester, England.

## Geschichte
Die Gründung des Museums erfolgte 1889, nachdem unter anderen der englische Industrielle Sir Joseph Whitworth eine Spende für Whitworth Institute and Park gemacht hatte. Der Bau des ursprünglichen Gebäudes wurde 1894 begonnen, das Museum wurde 1908 eingeweiht. Architekten waren J. und J. W. Beaumont. Eine Erweiterung der Ausstellungsflächen für die bis heute auf 55.000 bezifferten Exponate der Sammlungen erfolgte 1995 durch den Einbau eines Zwischengeschosses im Zentrum des Gebäudes. Diese Erweiterung erhielt eine Auszeichnung des Royal Institute of British Architects. Im Februar 2015 erfolgte eine zusätzliche Vergrößerung der Räume auf das Doppelte der bisherigen Fläche und gleichzeitig ein Anschluss an den Whitworth-Park. Die Architekten dieser Arbeiten, Mc Innes Usher Mc Knight Architects (MUMA), wurden 2015 für den britischen Stirling-Preis nominiert. 2024 betrug die Besucherzahl etwa 248.000 Personen.
Seit 1958 ist die University of Manchester für den Betrieb und die Organisation des Museums zuständig.

## Sammlungen
Die Bestände der Whitworth Art Gallery enthalten sowohl Werke britischer Künstler wie William Turner, Ford Madox Brown, Richard Payne Knight, John Martin und William Blake als auch von Künstlern der klassischen Moderne wie Paul Gauguin, Vincent van Gogh und Pablo Picasso. Daneben konzentriert sich die Gallery auf Künstler der Moderne wie Henry Moore, Barbara Hepworth, Eduardo Paolozzi, David Hockney, Georges Adéagbo, Francis Bacon oder Antoni Tàpies. Die Galerie besitzt die in den Jahren von 1929 bis 1931 entstandene Marmorskulptur Genesis von Jacob Epstein.